# Constituția RASS Moldovenești (1938)
Constituția Republicii Autonome Sovietice Socialiste Moldovenești din 1938 a fost aprobată în data de 6 ianuarie, la Congresul al VII-lea al Sovietelor din RASS Moldovenească.

## Scurtă prezentare
Noua Constituție a RASSM avea 11 capitole și 114 articole, cu 4 capitole mai mult decât cea din 1925. Capitolele noi se refereau la orânduiala socială, drepturile și obligațiunile cetățenilor, sistemul electoral, procedura de modificare a Constituției.
Proiectul a fost eleborat de organele ucrainene și confirmarea Constituției s-a făcut tot de acestea. După procedura de adoptare Constituția din 1938 este apropiată de constituția acordată, calificată de specialiști ca fiind una rudimentară.
Constituția din 1938 nu se referea la drepturi și libertăți, ceea ce de asemenea nu este compatibil cu numele de Constituție modernă.